# Henny Verhagen Stichting
De Henny Verhagen Stichting was een Nederlandse stichting die tot doel had om de vrouwenhulpverlening te bevorderen en wetenschappelijk te laten onderbouwen. De belangrijkste manier waarop hieraan werd bijgedragen, was door het instellen van bijzondere leerstoelen. De stichting werd in 1986 opgericht door Eylard van Hall en vernoemd naar Henny Verhagen, de eerste vrouwelijke hoofdinspecteur voor de geestelijke gezondheid in Nederland.